# Жандр, Александр Павлович
Александр Павлович Жандр (1825—1895) — вице-адмирал, защитник Севастополя, адъютант адмирала Корнилова. Происходил из русского дворянского рода Жандр.

## Биография
Родился 14 (26) августа 1825 года. С 12 апреля 1841 года воспитывался в Морском кадетском корпусе; 26 февраля 1842 года стал гардемарином; был выпущен 9 августа 1844 года мичманом в Черноморский флот.
В 1845 и 1846 годах на корабле «Двенадцать апостолов» и корвете «Ифигения» крейсировал у Абхазских берегов.
В 1846—1847 годах он на шхуне «Вестник» совершил переход из Одессы в Константинополь и далее в Эгейское море. В 1848 году, вернувшись на корабль «Двенадцать апостолов», вновь крейсировал у Кавказского побережья и принимал участие в высадке десантов и перестрелках с горцами.
Своими способностями А. П. Жандр обратил на себя внимание адмирала Корнилова, который в 1849 году взял его к себе флаг-офицером; 21 декабря он был произведён в лейтенанты и 11 августа 1850 года назначен состоять по особым поручениям при начальнике штаба Черноморского флота и портов.
В 1853 году он принимал участие в Синопском бою и на пароходофрегате «Одесса» преследовал турецкий пароход «Тайф» (по неверным данным Словаря Брокгауза и Ефрона пароход «Одесса» имел сражение с египетским пароходом «Перваз-Бахры») и по представлению адмирала П. С. Нахимова награждён орденом Святого Владимира 4-й степени «за отличное исполнение возлагаемых на него обязанностей, примерное присутствие духа и храбрость».
В 1854 году, с началом обороны Севастополя, Жандр заведовал береговыми телеграфами, а с 15 сентября состоял в гарнизоне для особых поручений при В. А. Корнилове, а после его смерти — при канцелярии главнокомандующего военно-сухопутными и морскими силами в Крыму князе А. С. Меншикова. По поручению Корнилова Жандр составил «Черноморские судовые расписания для судов всех рангов», дневные и ночные сигналы для гребных судов, батарей и телеграфов на время обороны.
После войны, по выбору генерал-адмирала великого князя Константина Николаевича, занимал ряд административных должностей, среди которых выделяются должности управляющего Кораблестроительной экспедицией Черноморского интендантства (с 12 июля 1857 года), вице-директора Кораблестроительного департамента (с 26 сентября 1858 года) генерал-контролёра Контрольного департамента морских отчётов (с 28 мая 1863 года). Жандр много участвовал в разных трудах комиссий по преобразованию морского ведомства, в организации дела парового и железного судостроения, являясь энергичным и полезным помощником великого князя. Принимал деятельное участие в делах пароходного общества «Кавказ и Меркурий».
8 сентября 1859 года Жандр был произведён в капитаны 2-го ранга, 17 апреля 1862 года — в капитаны 1-го ранга, 16 апреля 1867 года (по другим данным — 28 марта) в генерал-майоры флота, 1 января 1877 года — в генерал-лейтенанты.
1 декабря 1878 года Жандр был назначен членом Совета Государственного контроля, 29 января 1879 года назначен сенатором и переименован в вице-адмиралы. 4 мая 1884 года он вышел в отставку, однако 15 марта 1893 года он стал присутствующим в Департаменте герольдии Сената.
Среди прочих наград Жандр имел ордена Святой Анны 3-й степени (1852 год), Святого Станислава 2-й степени (1858 год), Святой Анны 2-й степени (1861 год), Святого Владимира 3-й степени с мечами (1864 год), Святого Станислава 1-й степени (20 апреля 1869 года), Святой Анны 1-й степени (17 апреля 1871 года), Святого Владимира 2-й степени (1878 года), Белого Орла (28 марта 1882 года), Святого Александра Невского (6 мая 1884 года, алмазные знаки к этому ордену пожалованы в 1890 году).
Жандром написана книга «Материалы для истории обороны Севастополя и биография В. А. Корнилова» (СПб., 1859), являющаяся одним из ценнейших источников по истории Крымской войны. Н. А. Добролюбов отмечал, что книга заслуживает «по своей полноте и важности полного внимания и благодарности не только от моряков, но и от всякого, кто добросовестно и с любовью занимается отечественной историей». Кроме того, Жандром написан ряд статей, помещённых им в разных периодических изданиях, преимущественно в «Морском сборнике».
Умер 4 (16) октября 1895 года в Санкт-Петербурге, похоронен на кладбище Сергиевой пустыни.

## Сочинения
- Материалы для истории обороны Севастополя и для биографии Владимира Алексеевича Корнилова. — СПб., 1859. — 396 с.

## Семья
Жена — Александра Васильевна Богданович (1827—03.05.1893), умерла от паралича сердца, похоронена в Сергиевской пустыни.
- Мария (1856—?), в замужестве Колокольцова.
- Ольга (1860—1902), замужем за тайным советником Е. Е. Стеблин-Каменским.
- Александра, замужем за генералом от артиллерии Д. Д. Кузьминым-Караваевым (1856—1950).